# Myrsine coriacea
Myrsine coriacea là một loài thực vật có hoa trong họ Anh thảo. Loài này được (Sw.) R.Br. ex Roem. & Schult. mô tả khoa học đầu tiên năm 1819.